# Alfa bloqueador

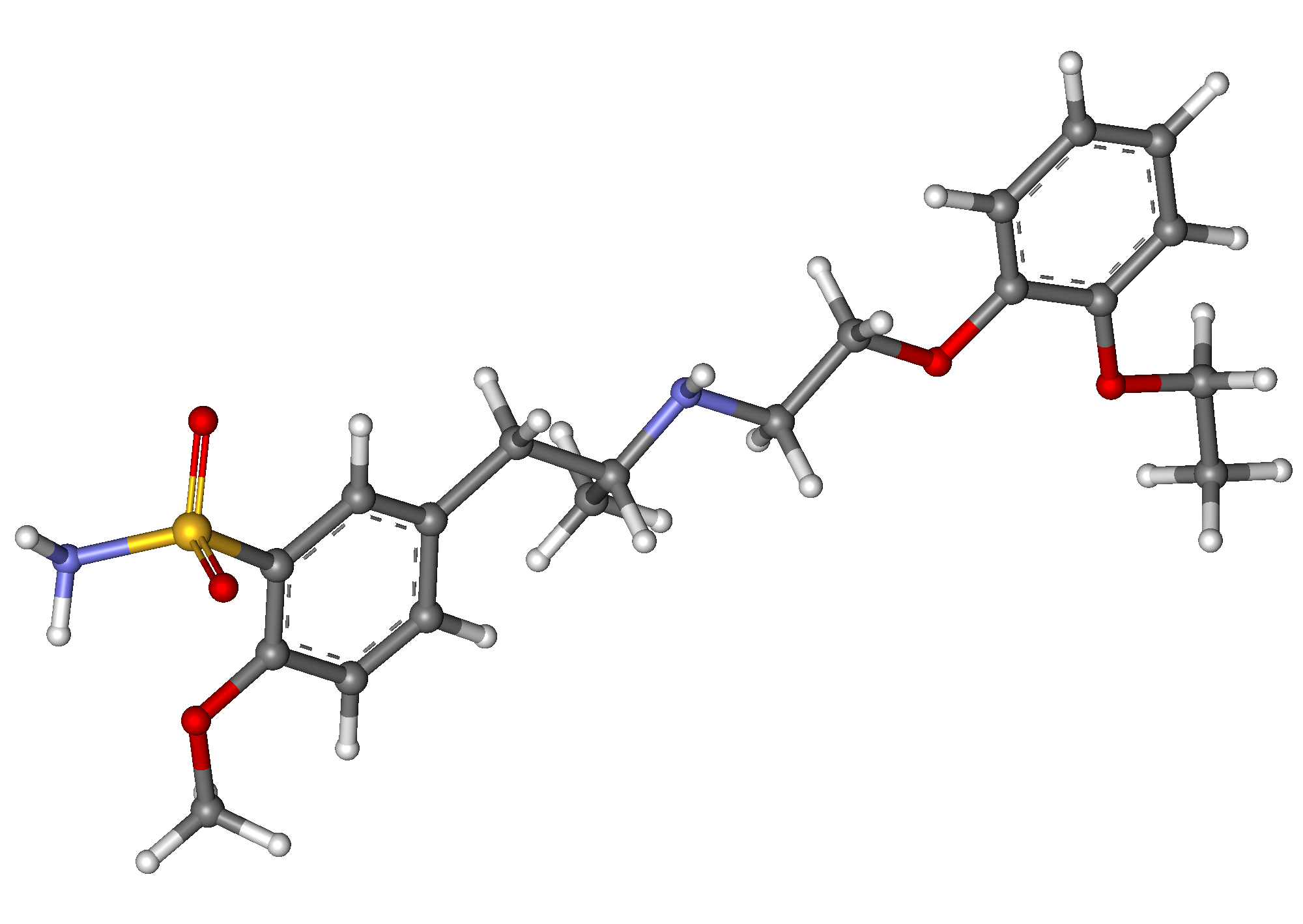
La tamsulosina es un alfa bloqueador.

Los alfa bloqueadores, alfabloqueantes, antagonistas alfa adrenérgicos o bloqueantes α son agentes farmacológicos que actúan como antagonistas de los receptores alfa adrenérgicos.

## Historia
El desarrollo de fármacos antagonistas de los receptores α está ligado al descubrimiento de los subtipos de receptores α, α1 y α2, desconocidos en 1974. En ese año se propondría clasificar a los receptores con base en la afinidad a la fenoxibenzamina, que mostraba una mayor afinidad a los receptores α1. Posteriormente se identificarían 3 subtipos de receptores α1 a través de técnicas de radioligando: α1a, α1b, α1c. Los receptores α2 también se reclasificarían en α2a, α2b, α2c, α2d.
En 1976 la fenoxibenzamina sería el primer fármaco de esta categoría en ser reportado como útil en el tratamiento de la hiperplasia prostática benigna, cuya eficacia se demostraría más tarde en ensayos clínicos. La alfuzosina fue comercializado en 1987 en Francia siendo, por lo tanto, el primer fármaco α1 usado para este trastorno. Estudios actuales indican que el efecto terapéutico de los antagonistas de los receptores α se debería a una inhibición de los receptores α1a.

## Mecanismo de acción
Los efectos farmacológicos se producen debido a la inhibición de los receptores α, lo cual evitará la transducción de señal procedente del medio externo.
En el caso de los antagonistas de los receptores α1, se inhibe la activación de la proteína Gq, lo que conlleva la inhibición de la cascada enzimática posterior; es decir, la activación de la fosfolipasa C, la transformación del fosfatidilinositol 4,5-bifosfato en IP3 y DAG, y la acción del IP3 sobre receptores celulares y del DAG sobre la proteincinasa C. 
Por otra parte, los antagonistas de los receptores α2 inhiben la proteína Gi, la misma que tiene un efecto negativo sobre la adenilciclasa, lo cual conlleva a una desrepresión de ésta enzima y a un aumento de los niveles de AMPc.

## Clasificación
Se clasifican en tres tipos: 
- Bloqueadores o antagonistas α no selectivos.- Fueron los primeros en ser identificados, incluyen a la fenoxibenzamina y la fentolamina.
- Antagonistas de los receptores α1.- Fármacos importantes en el tratamiento de casos específicos de hipertensión y de la hiperplasia prostática benigna. Entre estos se encuentran la prazosina y la tamsulosina.
- Antagonistas de los receptores α2.- Ejemplos de ellos son la yohimbina y la mirtazapina.

## Usos clínicos
El uso de los antagonistas α no selectivos es principalmente en el control de crisis hipertensivas producidas por feocromocitomas, efecto rebote por la supresión de clonidina o, en el caso de la fentolamina, la extravasación de catecolaminas a los tejidos corporales.
Los antagonistas de los receptores α1 se han usado tradicionalmente en el tratamiento de la hiperplasia prostática benigna y, menos frecuentemente, en la hipertensión. Adicionalmente la prazosina tiene un efecto beneficioso en los niveles séricos de lípidos. Asimismo, podrían usarse en la nefrolitiasis sin litotricia para cálculos entre 5-10 mm o post litotricia para nefrolitos mayores a 10 mm.
Los antagonistas de los receptores α2 son útiles para la disfunción eréctil.

## Efectos adversos
Pueden producir hipotensión o incluso un edema vesical.

## Contraindicaciones
La principal contraindicación es la incontinencia urinaria. 

## Interacciones farmacológicas
Pueden potenciar los efectos hipotensores de otros antihipertensivos.